# Borut Mavrič
Borut Mavrič (ur. 27 marca 1970 w Šempeterze pri Gorici) – piłkarz słoweński grający na pozycji bramkarza. W swojej karierze 18 razy zagrał w reprezentacji Słowenii.

## Kariera klubowa
Karierę piłkarską Mavrič rozpoczął w klubie Primorje Ajdovščina. W 1991 roku awansował do kadry pierwszej drużyny i w sezonie 1991/1992 zadebiutował w jej barwach w pierwszej lidze słoweńskiej. W 1992 roku spadł z Primorje do drugiej ligi, ale w 1993 roku powrócił z nim do pierwszej.
W 1994 roku Mavrič przeszedł do HIT Nova Gorica. Występował w nim do 2002 roku. W 1996 roku wywalczył z nim mistrzostwo Słowenii, a w 1997 roku zdobył Superpuchar Słowenii. Z kolei w latach 2001 i 2002 zdobywał Puchar Słowenii.
W 2002 roku Mavrič odszedł do Olimpiji Lublana. W 2003 roku zdobył z nim krajowy puchar. W 2004 roku wyjechał do Niemiec i przez 3 lata bronił bramki grającego w 2. Bundeslidze, SpVgg Greuther Fürth. W 2007 roku wrócił do Słowenii i przez sezon był piłkarzem ND Gorica. W 2008 roku zakończył karierę.
| Sezon   | Klub                 | Kraj     | Rozgrywki             | Mecze | Bramki |
| ------- | -------------------- | -------- | --------------------- | ----- | ------ |
| 1991/92 | Primorje Ajdovščina  | Słowenia | 1. SNL                | ?     | ?      |
| 1992/93 | Primorje Ajdovščina  | Słowenia | 2. SNL                | ?     | ?      |
| 1993/94 | Primorje Ajdovščina  | Słowenia | 1. SNL                | 23    | 0      |
| 1994/95 | HIT Nova Gorica      | Słowenia | 1. SNL                | 30    | 0      |
| 1995/96 | HIT Nova Gorica      | Słowenia | 1. SNL                | 36    | 0      |
| 1996/97 | HIT Nova Gorica      | Słowenia | 1. SNL                | 22    | 0      |
| 1997/98 | HIT Nova Gorica      | Słowenia | 1. SNL                | 20    | 0      |
| 1998/99 | HIT Nova Gorica      | Słowenia | 1. SNL                | 30    | 0      |
| 1999/00 | HIT Nova Gorica      | Słowenia | 1. SNL                | 16    | 0      |
| 2000/01 | HIT Nova Gorica      | Słowenia | 1. SNL                | 33    | 0      |
| 2001/02 | HIT Nova Gorica      | Słowenia | 1. SNL                | 33    | 0      |
| 2002/03 | Olimpija Lublana     | Słowenia | 1. SNL                | 30    | 0      |
| 2003/04 | Olimpija Lublana     | Słowenia | 1. SNL                | 32    | 0      |
| 2004/05 | SpVgg Greuther Fürth | Niemcy   | 2. Fußball-Bundesliga | 25    | 0      |
| 2005/06 | SpVgg Greuther Fürth | Niemcy   | 2. Fußball-Bundesliga | 31    | 0      |
| 2006/07 | SpVgg Greuther Fürth | Niemcy   | 2. Fußball-Bundesliga | 16    | 0      |
| 2007/08 | ND Gorica            | Słowenia | 1. SNL                | 0     | 0      |

## Kariera reprezentacyjna
W reprezentacji Słowenii Mavrič zadebiutował 18 lutego 2004 roku w przegranym 0:2 towarzyskim meczu z Polską. Ze Słowenią grał w eliminacjach do MŚ 2006 i Euro 2008. Od 2004 do 2006 roku rozegrał w kadrze narodowej 18 spotkań.